# Piamonte (Santa Fé)
Piamonte (Santa Fé) é uma comuna da província de Santa Fé, na Argentina.